# Eledone thysanophora
Eledone thysanophora är en bläckfiskart som beskrevs av Voss 1962. Eledone thysanophora ingår i släktet Eledone och familjen Octopodidae. Inga underarter finns listade i Catalogue of Life.